# AMTV
AMTV bedeutet amplitudenmoduliertes Fernsehen, dabei wird ein Fernsehsignal verändert weitergegeben.
Die Breitbandkabel-Verteilstellen verteilen die mit einer Satellitenempfangsanlage empfangenen Rundfunkprogramme mittels AMTV-Richtfunk an die jeweiligen Außenstellen. Die Reichweite liegt bei ca. 30 km.
Der Vorteil dieser Technik besteht darin, dass hochwertige Empfangssignale einiger weniger überdurchschnittlicher Satellitenempfangsanlagen ohne erkennbare Qualitätsverluste verteilt werden können.